# United States House Committee on Small Business
Das United States House Committee on Small Business (deutsch: Ausschuss für Kleinunternehmen) ist ein ständiger Ausschuss des Repräsentantenhauses der Vereinigten Staaten. Derzeitige Vorsitzende ist Nydia Margarita Velázquez Serrano (D-NY), Oppositionsführer (Ranking Member) ist William Blaine Luetkemeyer (R-MO).

## Aufgabenbereich
Der Ausschuss für Kleinunternehmen befasst sich mit allen Belangen von kleinen Unternehmen. Die Aufgaben des Ausschusses sind in der Geschäftsordnung des Repräsentantenhauses geregelt. Er soll: Kleinunternehmen schützen und unterstützen sowie die Bürokratie verringern; die Beteiligung von kleinen Unternehmen an Bundesaufträgen; Aufsicht über alle möglichen negativen Konsequenzen für Kleinunternehmen bei gesetzlichen Vorhaben.

## Geschichte
Der Ausschuss wurde am 4. Dezember 1941 gegründet. Er wurde bis 1975 in jedem Kongress als Select Committee (Sonderausschuss) wieder errichtet, seit 1975 ist er ein permanenter (regulärer) Ausschuss.

## Mitglieder

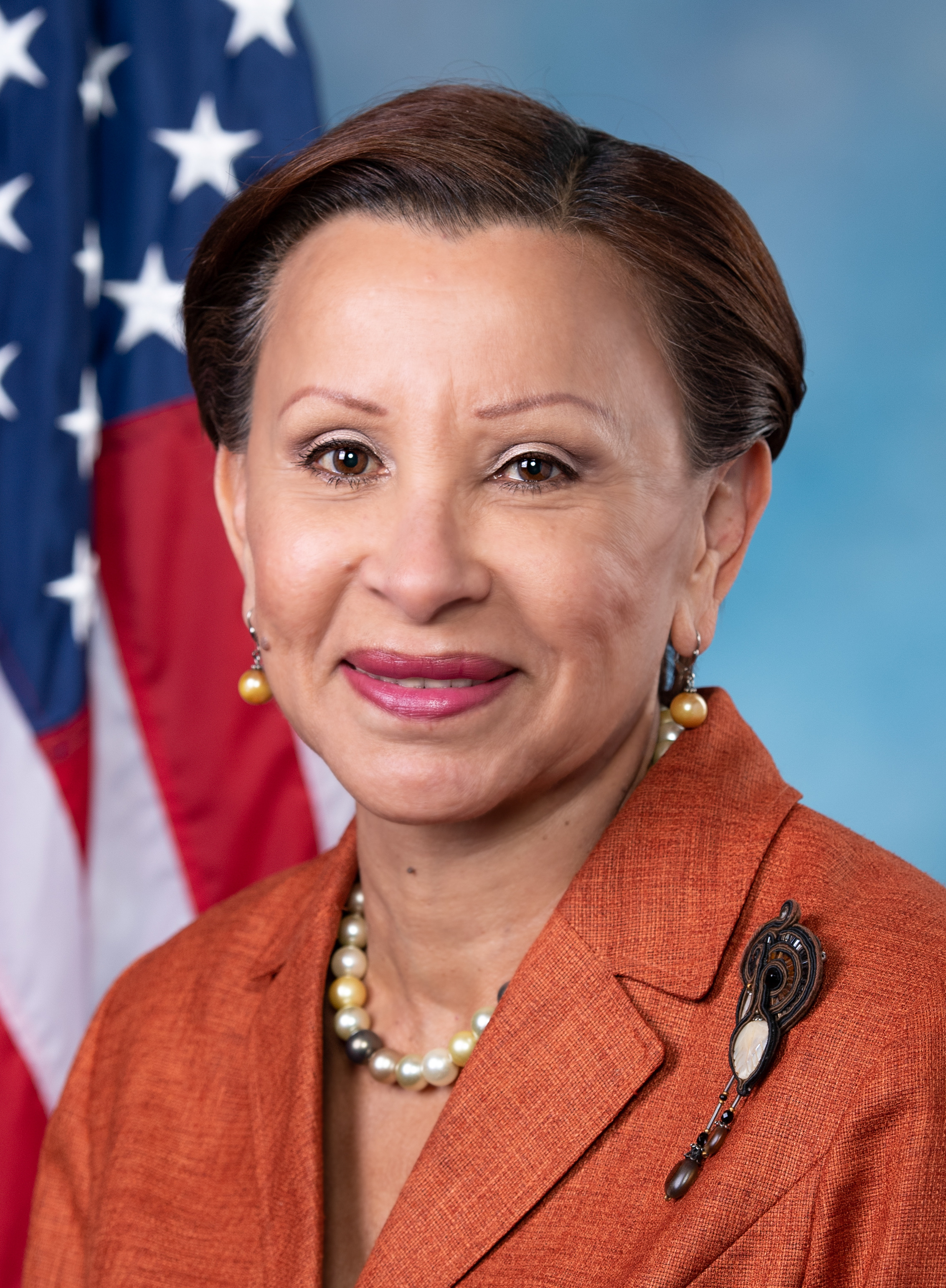
Nydia Velázquez, derzeitige Vorsitzende des Ausschusses für Kleinunternehmen

Im 117. Kongress besteht der Ausschuss aus 15 Demokraten und 12 Republikanern. Es gibt fünf Unterausschüsse (Subcommittees).
| Demokraten | Republikaner |
| --- | --- |
| - Nydia Margarita Velázquez Serrano, Chair - Jared Forrest Golden - Jason A. Crow - Sharice Lynnette Davids - Kweisi Mfume, Vice Chair - Dean Benson Phillips - Marie Newman - Carolyn Jordan Bourdeaux - Troy Anthony Carter - Judy May Chu - Dwight E. Evans - Christina Marie Houlahan - Andrew Kim - Angela Dawn Craig - Scott Harvey Peters | - William Blaine Luetkemeyer, Ranking Member - Peter Allen Stauber - John Roger Williams - Daniel Philip Meuser - Claudia Tenney - Andrew Reed Garbarino - Young Kim - Elizabeth Ann Van Duyne - Byron Lowell Donalds - María Elvira Salazar - Scott Lawrence Fitzgerald - Michael John Flood |

## Unterausschüsse
| Subcommittee                                              | Übersetzung                                                                  | Chair (Vorsitz)         |
| --------------------------------------------------------- | ---------------------------------------------------------------------------- | ----------------------- |
| Contracting and Infrastructure                            | Verträge und Infrastruktur                                                   | Kweisi Mfume            |
| Economic Growth, Tax, and Capital Access                  | Wirtschaftswachstum, Steuern und Kapitalzugang                               | Sharice Lynnette Davids |
| Innovation, Entrepreneurship, and Workforce Development   | Innovationen, Gründertum und Personalentwicklung                             | Jason A. Crow           |
| Oversight, Investigations, and Regulations                | Aufsicht, Untersuchungen und Vorschriften                                    | Dean Benson Phillips    |
| Underserved, Agricultural, and Rural Business Development | Unterrepräsentierte, landwirtschaftliche- und ländliche Geschäftsentwicklung | Jared Forrest Golden    |